# Annona pavonii
Annona pavonii är en kirimojaväxtart som beskrevs av George Don jr. Annona pavonii ingår i släktet annonor, och familjen kirimojaväxter. Inga underarter finns listade i Catalogue of Life.